# Hipparchia thyone
Hipparchia thyone är en fjärilsart som beskrevs av Thompson 1944. Hipparchia thyone ingår i släktet Hipparchia och familjen praktfjärilar. Inga underarter finns listade i Catalogue of Life.